# 报春苣苔
报春苣苔（学名：Primulina tabacum）为苦苣苔科报春苣苔属下的一个种。

## 扩展阅读
- 維基物種上的相關：报春苣苔